# McLaren MP4/9
McLaren MP4/9 je McLarnov dirkalnik Formule 1, ki je bil v uporabi v sezoni 1994. Stalna dirkača moštva sta bila Martin Brundle in Mika Häkkinen, ki ga je na eno dirki zaradi kazni zamenjal Philippe Alliot, sicer testni dirkač. Dirkalnik je bil zgrajen okrog 3.5L V10 motorja Peugeot. Häkkinen je dosegel le šest uvrstitev med dobitnike točk, toda vselej so bile to uvrstitve na stopničke, najboljši rezultat je dosegel na dirki za Veliko nagrado Belgije z drugim mestom. Podoben rezultat je uspel tudi Brundlu na dirki za Veliko nagrado Monaka, ob tem pa je dosegel še eno tretje mesto in še tri uvrstitve med dobitnike točk. Skupno je to moštvu ob velikem številu odstopov, ki so jih dirkači v sezoni zabeležili kar šestnajst ali natanko ob vsakem drugem nastopu, prineslo četrto mesto v konstruktorskem prvenstvu z 42-imi točkami.

## Popolni rezultati Formule 1
(legenda) (Odebeljene dirke pomenijo najboljši štartni položaj, poševne pa najhitrejši krog)

| Leto | Moštvo  | Motor              | Gume | Dirkači         | 1   | 2   | 3   | 4   | 5   | 6   | 7   | 8   | 9   | 10  | 11  | 12  | 13  | 14  | 15  | 16  | Toč | Prv |
| ---- | ------- | ------------------ | ---- | --------------- | --- | --- | --- | --- | --- | --- | --- | --- | --- | --- | --- | --- | --- | --- | --- | --- | --- | --- |
| 1994 | McLaren | Peugeot A6 3.5 V10 | G    |                 | BRA | PAC | SMR | MON | ŠPA | KAN | FRA | VB  | NEM | MAD | BEL | ITA | POR | EU  | JAP | AVS | 42  | 4.  |
| 1994 | McLaren | Peugeot A6 3.5 V10 | G    | Mika Häkkinen   | Ret | Ret | 3   | Ret | Ret | Ret | Ret | 3   | Ret |     | 2   | 3   | 3   | 3   | 7   | 12  | 42  | 4.  |
| 1994 | McLaren | Peugeot A6 3.5 V10 | G    | Philippe Alliot |     |     |     |     |     |     |     |     |     | Ret |     |     |     |     |     |     | 42  | 4.  |
| 1994 | McLaren | Peugeot A6 3.5 V10 | G    | Martin Brundle  | Ret | Ret | 8   | 2   | 11  | Ret | Ret | Ret | Ret | 4   | Ret | 5   | 6   | Ret | Ret | 3   | 42  | 4.  |